# Yasin Ozan
Yasin Ozan (* 30. September 1991 in Esslingen am Neckar) ist ein deutsch-türkischer Fußballspieler.

## Karriere
Ozan durchlief u. a. die Nachwuchsabteilungen von SSV Reutlingen, SSV Böblingen, FV Neuhausen und FC-Astoria Walldorf, ehe er bei letzterem im Sommer 2010 in den Kader der ersten Mannschaft aufgenommen wurde. In den nachfolgenden drei Spielzeiten erzielte er für diesen Verein in 121 Oberligaspielen 36 Tore. Im Sommer 2013 wechselte er zum Ligarivalen FC Nöttingen. Mit diesem Verein beendete er die Oberligasaison 2013/14 auf dem 3. Tabellenplatz und stieg in die Fußball-Regionalliga Südwest auf. Zur Saison 2014/15 wurde Ozan von dem türkischen Zweitligisten Orduspor verpflichtet. Bereits zur nächsten Winterpause verließ er diesen Verein Richtung Ligarivalen Gaziantep Büyükşehir Belediyespor.
Nach 33 Einsätzen und zwei Toren wechselte Ozan zur Saison 2016/17 zum Zweitligisten Denizlispor. Er erzielte in der Spielzeit sieben Tore bei insgesamt 26 Einsätzen. In der Hinrunde der Saison 2017/18 konnte Ozan seine Leistungen aus der Vorsaison nicht wiederholen – in 15 Meisterschaftseinsätzen gelang ihm kein Tor. Deshalb wurde sein Vertrag in der Winterpause 2017/18 in gegenseitigem Einverständnis aufgelöst. Ozan wechselte kurz darauf zum Drittligisten Şanlıurfaspor, der unter der Leitung seines alten Trainers Ali Tandoğan war. Anschließend wechselte er fast jährlich den Verein und war zwischen der 1. und 3. Liga für Giresunspor, Altınordu Izmir, Uşakspor sowie Düzcespor aktiv. Seit dem Sommer 2023 steht er nun bei Karşıyaka SK in der TFF 3. Lig unter Vertrag.